# Rupnagar
Rūpnagar är en ort i Indien.   Den ligger i distriktet Rupnagar och delstaten Punjab, i den norra delen av landet, 270 km norr om huvudstaden New Delhi. Rūpnagar ligger 287 meter över havet och antalet invånare är 52 313.
Terrängen runt Rūpnagar är platt. Runt Rūpnagar är det tätbefolkat, med 442 invånare per kvadratkilometer. Rūpnagar är det största samhället i trakten. Trakten runt Rūpnagar består till största delen av jordbruksmark.